# Støttevokal
Støttevokalen (engelsk: backing vocalist, backup singer) synger i harmoni med vokalisten, enten for at give mere tryk, eller for at give en fin overgang i sangen.
| Musik | Spire Denne musikartikel er en spire som bør udbygges. Du er velkommen til at hjælpe Wikipedia ved at udvide den. |